# Lock Up the Wolves
| Críticas profissionais | Críticas profissionais |
| Avaliações da crítica  | Avaliações da crítica  |
| Fonte                  | Avaliação              |
| ---------------------- | ---------------------- |
| allmusic               | 3 de 5 estrelas.       |

Lock Up the Wolves é o quinto álbum de estúdio da banda estadunidense de heavy metal, Dio. Após uma reformulação que provocou saída de Vinny Appice, Craig Goldy, Jimmy Bain e Claude Schnell nos anos anteriores, Ronnie James Dio faz um concurso para escolher um novo guitarrista para a banda. O escolhido foi Rowan Robertson, que na época que foi escolhido (1988) tinha apenas 16 anos. Dio logo chama para seu grupo, o baterista Simon Wright, o baixista Teddy Cook e o tecladista Jens Johansson. O álbum foi comercialmente mal sucedido, contudo, não é difícil ouvir comentários positivos sobre o álbum. Os destaques ficam por conta de "Wild One", pesadissima e rápida, a climática" Born On The Sun", "Hey Angel" ,como seu refrão poderoso, a melódica "Night Music", a cadenciada e violenta faixa título, Walk On Water segue o caminho de Wild One e  "My Eyes" com seu início majestoso e calmo, realçado pela voz inconfundível do baixinho. Esse é o ultimo álbum antes de Dio retornar ao Black Sabbath.

## Faixas
Todas as letras e melodias escritas por Ronnie James Dio.
| N.º | Título                     | Compositor(es)            | Duração |  |
| 1.  | "Wild One"                 | Dio/Robertson             | 4:03    |  |
| 2.  | "Born on the Sun"          | Dio/Robertson/Bain/Appice | 5:33    |  |
| 3.  | "Hey Angel"                | Dio/Robertson             | 5:00    |  |
| 4.  | "Between Two Hearts"       | Dio/Robertson             | 6:16    |  |
| 5.  | "Night Music"              | Dio/Robertson/Bain        | 5:05    |  |
| 6.  | "Lock up the Wolves"       | Dio/Robertson/Bain        | 8:32    |  |
| 7.  | "Evil on Queen Street"     | Dio/Robertson/Cook        | 6:04    |  |
| 8.  | "Walk on Water"            | Dio/Robertson/Johansson   | 3:44    |  |
| 9.  | "Twisted"                  | Dio/Robertson/Bain/Appice | 4:45    |  |
| 10. | "Why Are They Watching Me" | Dio/Robertson/Bain/Appice | 5:04    |  |
| 11. | "My Eyes"                  | Dio/Robertson/Johansson   | 6:37    |  |

## Singles
- Hey Angel/Rock & Roll Children/Mystery/We Rock

## Créditos
- Ronnie James Dio - Vocais
- Rowan Robertson - Guitarra
- Teddy Cook - Baixo
- Simon Wright - Bateria
- Jens Johansson - Teclados
  - Gravado no Granny's House, Reno, Nevada
  - Produzido por Tony Platt e Ronnie James Dio
  - Arranjos -  Tony Platt
  - Assistente de Arranjos -  Don Evans
  - Mixado por Nigel Green e Tony Platt no Battery Studios, Londres, Inglaterra
  - Assistente de mixagem  - Yan Memmi
  - Mixagem Original por George Marino no Sterling Sound, New York, USA
  - Ilustrações de Wil Rees

## Desempenho nas paradas
Álbum
| Ano  | Parada musical                | Posição |
| ---- | ----------------------------- | ------- |
| 1990 | German Albums Chart           | 16      |
| 1990 | Swedish Albums Chart          | 23      |
| 1990 | Swiss Albums Charts           | 25      |
| 1990 | UK Albums Chart               | 28      |
| 1990 | Billboard 200 (USA)           | 61      |
| 1990 | Oricon Japanese Albums Charts | 70      |
| 1990 | GfK Dutch Charts              | 76      |

Singles
| Ano  | Título      | Parada musical   | Posição |
| ---- | ----------- | ---------------- | ------- |
| 1990 | "Hey Angel" | UK Singles Chart | 94      |